# Andrew Kennedy
Pour les articles homonymes, voir Kennedy.
Andrew Kennedy (né le 26 mai 1977) est un ténor anglais.    

## Biographie
Il naît à Ashington, dans le Northumberland, en Angleterre.  Choriste à la Cathédrale de Durham, il fréquente la Uppingham School, puis reçoit une bourse pour étudier la musique au King's College, à Cambridge. Ses études au Royal College of Music se poursuivent grâce à une place dans le programme Vilar Young Artists à la Royal Opera House où il joue de nombreux rôles principaux en solo. 
Il remporte le premier prix au Jackdaws Vocal Award en 1999 (maintenant appelé les Maureen Lehane Vocal Awards) et, de 2005 à 2007, il est membre du programme BBC Radio 3 New Generation Artists. En 2005, il remporte le prix de récital du prix Rosenblatt du chanteur du monde de la BBC Cardiff. Il est lauréat du prix Borletti-Buitoni Trust et remporte le prestigieux prix des jeunes artistes de la Royal Philharmonic Society en 2006. 
Andrew a chanté des rôles principaux dans les plus grands opéras du monde, notamment La Scala de Milan, le Royal Opera House à Covent Garden, le Grand Opéra de Houston, l'Opéra de Francfort, l'Opéra-Comique à Paris, l'Opéra National d'Angleterre, l'Opéra National du Gallois et l'Opéra de Lyon. Il a une carrière de concert international et collabore avec certains des principaux orchestres mondiaux avec des chefs tels que John Eliot Gardiner, Kazushi Ono, Sir Colin Davis, Gianandrea Noseda, Esa Pekka Salonen, Sir Mark Elder, Sir Roger Norrington, Andris Nelsons et Daniele Gatti. Les récentes apparitions aux BBC Proms comprennent notamment : Finzi Intimations of Immortality (BBCSO / Daniel) ; Hymnus Paradisi (BBCSO / Brabbins) ; une représentation télévisée en direct de Sullivan, le musicien de la garde (BBC Concert Orchestra / Jane Glover), et d'Elgar Spirit, d'Angleterre, lors de la soirée 2007 des BBC Proms avec Jiri Bêlohlávek. 
Andrew est marié à Anna Kennedy, une psychothérapeute spécialisée dans le conseil aux enfants et aux adolescents, basée à Rutland.

## Discographie
- Warlock - The Curlew & chansons de Peter Warlock (2006) avec Simon Lepper et Pavao Quartet
- Vaughan Williams - On Wenlock Edge (2008) avec le Quatuor Dante